# The Love Suite: In Mahogany
The Love Suite: In Mahogany ist ein Jazzalbum von Roy Hargrove. Die am 22. September 1993 in der Alice Tully Hall, New York City, entstandenen Aufnahmen erschienen im Oktober 2023 auf dem Label Blue Engine als sein zweites posthum veröffentlichtes Album.

## Hintergrund
Der Trompeter Roy Hargrove war gerade 23 Jahre alt, als Jazz at Lincoln Center ihn 1993 beauftragte, die Suite The Love Suite: In Mahogany zu schreiben; er hatte bislang drei Alben bei RCA veröffentlicht, aber erst im darauffolgenden Jahr, nachdem er einen Vertrag bei Verve Records unterschrieben hatte, sollte seine Karriere Fahrt aufnehmen, schrieb Phil Freeman.
Bei The Love Suite: In Mahogany handelt es sich um ein fünfteiliges Stück, das etwa 45 Minuten dauert. Seine Uraufführung fand bei einem Konzert in der Alice Tully Hall des Lincoln Center statt, wo das Stück aufgenommen, aber bisher nicht veröffentlicht wurde. Hargrove interpretierte seine Komposition mit seinem damaligen Quintett, bestehend aus Ron Blake am Tenorsaxophon, Marc Cary am Klavier, Rodney Whitaker am Bass und Gregory Hutchinson am Schlagzeug sowie den Gästen Jesse Davis am Altsaxophon und Andre Hayward an der Posaune. Hargrove hat die Suite später nie mehr in Gänze gespielt.

## Titelliste
- Roy Hargrove: The Love Suite: In Mahogany (Blue Engine)

1. Introduction
2. Young Daydreams (Beauteous Visions)
3. Obviously Destined
4. Stability
5. The Trial
6. Into the Outcome
7. Outro and Band Introductions

Die Kompositionen stammen von Roy Hargrove.

## Rezeption
Phil Freeman schrieb in Ugly Beauty/Stereogum, die Musik sei üppig arrangiert, sodass sich „die Bläser wie Bäume im Wind umeinander bewegen können“. „Young Daydreams (Beauteous Visions)“, den ersten Satz der Suite, leite Hargrove mit einer reichen und dramatischen Fanfare ein, die in ein fast Ellington-artiges Werk des gesamten Ensembles übergehe, und etwa nach zwei Minuten beginne Hargrove mit seinem Solo, das so virtuos und mitreißend sei wie die besten Werke von Lee Morgan oder Freddie Hubbard. Er sei wirklich ein erstaunlicher Spieler gewesen, und das sei ein brillantes Musikstück.